# Meriania nobilis
Meriania nobilis är en tvåhjärtbladig växtart som beskrevs av José Jéronimo Triana. Meriania nobilis ingår i släktet Meriania och familjen Melastomataceae.
Artens utbredningsområde är Colombia. Inga underarter finns listade i Catalogue of Life.